# Wallace Shawn
Wallace Michael Shawn (New York, 12 november 1943) is een Amerikaans komiek en acteur.

## Filmografie
| Jaar | Titel                                                | Rol                                  | Opmerkingen                                   |
| ---- | ---------------------------------------------------- | ------------------------------------ | --------------------------------------------- |
| 1979 | Manhattan                                            | Jeremiah                             |                                               |
| 1979 | Starting Over                                        | Workshop Member                      |                                               |
| 1979 | All That Jazz                                        | Assistant Insurance Man              |                                               |
| 1980 | Simon                                                | Eric Van Dongen                      |                                               |
| 1980 | Atlantic City                                        | Waiter                               | Gecrediteerd als Wally Shawn                  |
| 1981 | Cheaper to Keep Her                                  | Mugger                               |                                               |
| 1981 | My Dinner with Andre                                 | Wally Shawn                          |                                               |
| 1981 | Strong Medicine                                      |                                      | Uncredited                                    |
| 1982 | A Little Sex                                         | Oliver                               |                                               |
| 1983 | How to Be a Perfect Person in Just Three Days        | Professor Silverfish                 |                                               |
| 1983 | Lovesick                                             | Otto Jaffe                           |                                               |
| 1983 | The First Time                                       | Jules Goldfarb                       |                                               |
| 1983 | Strange Invaders                                     | Earl                                 |                                               |
| 1983 | Deal of the Century                                  | Harold DeVoto                        |                                               |
| 1983 | Saigon: Year of the Cat                              | Frank Judd                           |                                               |
| 1984 | Crackers                                             | Turtle                               |                                               |
| 1984 | The Hotel New Hampshire                              | Freud                                |                                               |
| 1984 | The Bostonians                                       | Mr. Pardon                           |                                               |
| 1984 | Micki + Maude                                        | Dr. Elliot Fibel                     |                                               |
| 1985 | Heaven Help Us                                       | Father Abruzzi                       |                                               |
| 1985 | Head Office                                          | Mike Hoover                          |                                               |
| 1987 | The Bedroom Window                                   | Henderson's Attorney                 |                                               |
| 1987 | Radio Days                                           | Masked Avenger                       |                                               |
| 1987 | Nice Girls Don't Explode                             | Ellen                                |                                               |
| 1987 | Prick Up Your Ears                                   | John Lahr                            |                                               |
| 1987 | The Princess Bride                                   | Vizzini                              |                                               |
| 1988 | The Moderns                                          | Oiseau                               |                                               |
| 1989 | She's Out of Control                                 | Dr. Fishbinder                       |                                               |
| 1989 | Scenes from the Class Struggle in Beverly Hills      | Howard                               |                                               |
| 1989 | We're No Angels                                      | Translator                           |                                               |
| 1991 | Shadows and Fog                                      | Simon Carr                           |                                               |
| 1992 | Unbecoming Age                                       | Dr. Block                            |                                               |
| 1992 | Nickel & Dime                                        | Everett Willits                      |                                               |
| 1992 | Mom and Dad Save the World                           | Sibor                                |                                               |
| 1993 | The Cemetery Club                                    | Larry                                |                                               |
| 1993 | The Meteor Man                                       | Mr. Little                           |                                               |
| 1993 | Eligible Dentist                                     |                                      |                                               |
| 1994 | Mrs. Parker and the Vicious Circle                   | Horatio Byrd                         |                                               |
| 1994 | Vanya on 42nd Street                                 | Vanya                                |                                               |
| 1995 | The Wife                                             | Cosmo                                |                                               |
| 1995 | Napoleon                                             | Echidna                              |                                               |
| 1995 | Canadian Bacon                                       | Canadian Prime Minister              |                                               |
| 1995 | A Goofy Movie                                        | Principal Mazur                      | Stem                                          |
| 1995 | Clueless                                             | Mr. Wendell Hall                     |                                               |
| 1995 | Just Like Dad                                        | Stan Speigel                         |                                               |
| 1995 | Toy Story                                            | Rex                                  | Stem                                          |
| 1996 | All Dogs Go to Heaven 2                              | Labrador MC                          | Stem                                          |
| 1996 | House Arrest                                         | Victor "Vic" Finley                  |                                               |
| 1997 | Vegas Vacation                                       | Marty                                |                                               |
| 1997 | Just Write                                           | Arthur Blake                         |                                               |
| 1997 | Critical Care                                        | Furnaceman                           |                                               |
| 1998 | Blind Men                                            |                                      |                                               |
| 1998 | Noah                                                 | Zack                                 |                                               |
| 1999 | The Diary of the Hurdy-Gurdy Man                     |                                      |                                               |
| 1999 | My Favorite Martian                                  | Coleye                               |                                               |
| 1999 | Toy Story 2                                          | Rex                                  | As Rex the Green Dinosaur Voice only          |
| 2000 | Buzz Lightyear of Star Command: The Adventure Begins | Rex                                  |                                               |
| 2000 | The Prime Gig                                        | Gene                                 |                                               |
| 2001 | The Curse of the Jade Scorpion                       | George Bond                          |                                               |
| 2001 | Monsters, Inc.                                       | Rex                                  | Outtakes As Rex the Green Dinosaur Voice only |
| 2002 | Sun Gods                                             | Spaulding                            |                                               |
| 2002 | Personal Velocity: Three Portraits                   | Mr. Gelb                             |                                               |
| 2002 | Mr. St. Nick                                         | Mimir                                |                                               |
| 2003 | Stanley                                              | Mr. Goldberg                         | 1 episode Voice only                          |
| 2003 | Monte Walsh                                          | Colonel Wilson                       |                                               |
| 2003 | Duplex                                               | Herman                               |                                               |
| 2003 | The Haunted Mansion                                  | Ezra                                 |                                               |
| 2004 | Teacher's Pet                                        | Principal Crosby Strickler           | Stem                                          |
| 2004 | Melinda and Melinda                                  | Sy                                   |                                               |
| 2004 | The Incredibles                                      | Gilbert Huph                         | Stem                                          |
| 2004 | Karroll's Christmas                                  | Zeb Rosecog                          |                                               |
| 2005 | Chicken Little                                       | Principal Fetchit                    | Stem                                          |
| 2006 | The 12th Man                                         | Marty                                |                                               |
| 2006 | Southland Tales                                      | Baron Von Westphalen                 |                                               |
| 2006 | Air Buddies                                          | Billy                                | Stem                                          |
| 2007 | Happily N'Ever After                                 | Munk                                 | Stem                                          |
| 2007 | I Could Never Be Your Woman                          | Math Teacher                         | Uncredited                                    |
| 2008 | Kit Kittredge: An American Girl                      | Mr. Gibson                           |                                               |
| 2008 | Mia and the Migoo                                    | Migoo                                |                                               |
| 2009 | Capitalism: A Love Story                             | As himself                           |                                               |
| 2010 | Jack and the Beanstalk                               | Broker / Booker / Lancelot Squarejaw |                                               |
| 2010 | Furry Vengeance                                      | Dr. Christian Burr                   |                                               |
| 2010 | Toy Story 3                                          | Rex                                  | Stem                                          |
| 2010 | Cats & Dogs: The Revenge of Kitty Galore             | Calico                               | Stem Ter vervanging van Jon Lovitz            |
| 2011 | The Speed of Thought                                 | Sandy                                |                                               |
| 2011 | Vamps                                                | Dr. Van Helsing                      |                                               |
| 2011 | Tower Heist                                          | Mr. McBurns                          |                                               |
| 2011 | Hawaiian Vacation                                    | Rex                                  | Stem                                          |
| 2011 | Small Fry                                            | Rex                                  | Stem                                          |
| 2012 | A Late Quartet                                       | Gideon Rosen                         |                                               |
| 2013 | A Master Builder                                     | Halvard Solness                      |                                               |
| 2013 | Disney Infinity                                      | Rex                                  | Stem                                          |
| 2015 | Club Penguin: Monster Beach Party                    | Gary                                 | Stem                                          |
| 2018 | Young Sheldon                                        | Dr. John Sturgis                     |                                               |
| 2018 | Book Club                                            | Derek                                |                                               |
| 2020 | Rifkin's Festival                                    | Mort Rifkin                          |                                               |
| 2021 | Toy Story 4                                          | Rex                                  | Stem                                          |
| 2021 | The Addams Family 2                                  | Mr. Mustela                          | Stem                                          |

- Bibsys: 90104908
- Biblioteca Nacional de España: XX1577608
- Bibliothèque nationale de France: cb14043698g (data)
- Gemeinsame Normdatei: 119496887
- International Standard Name Identifier: 0000 0001 0928 4028
- Library of Congress Control Number: n80105809
- MusicBrainz: f4a08c44-621c-4a4b-815f-65bbb61f9ca2
- Nationale Bibliotheek van Tsjechië: xx0164522
- Nationale Bibliotheek van Israël: 987007445243205171
- Nationale Bibliotheek van Polen: a0000001738340
- Nederlandse Thesaurus van Auteursnamen: 072935952
- SNAC: w6w09439
- Système universitaire de documentation: 139515070
- Trove: 882100
- Virtual International Authority File: 98619647
- WorldCat: E39PBJfh6MBQtrGYxMMJGRGJXd